# Jardin botanique de l'université de Varsovie
Le jardin botanique de l'Université de Varsovie (en polonais : Ogród Botaniczny Uniwersytetu Warszawskiego), est un espace vert de 5,16 hectares situé dans l'arrondissement de Śródmieście à Varsovie (Pologne).